# Theodor von Sosnosky
Theodor von Sosnosky (* 4. Januar 1866 in Pest; † 3. Februar oder 13. Dezember 1943 in Wien) (Pseudonym: Pierre de Straß) war ein österreichischer Schriftsteller und Historiker.

## Leben und Wirken
Sosnosky stammte aus polnischem Adel. Der österreichische Offizier und später berühmte polnische Agent Jerzy Sosnowski war ein Neffe.
Im letzten Jahrzehnt des 19. Jahrhunderts ließ er sich in Wien nieder, wo er zunächst vor allem belletristische und germanistische Werke veröffentlichte. Um die Jahrhundertwende begann er sich verstärkt mit historischen Themen zu befassen. Im Jahre 1901 konfrontierte er Arthur Schnitzler mit dem Vorwurf der Offiziersfeindlichkeit in dessen Novelle Leutnant Gustl. In der darauffolgenden verbindlichen Korrespondenz nannte ihn Schnitzler einen „vornehmen Gegner“.
Politisch stand er dem Thronfolger Franz Ferdinand nahe. Neben seiner Darstellung der österreichischen Balkanpolitik seit 1866 ist Sosnoskys 1929 erschienene Biographie des Erzherzogs, eine der ersten Lebensbeschreibungen des Thronfolgers, sein wohl bekanntestes Werk. Das letztere wurde gleichwohl als „eine ebensowenig gründlich wie apologetisch“ gefärbte Schrift kritisiert.
Sosnosky war ein glühender Befürworter der groß-österreichischen Idee, sowie später der Ideen Aurel Popovicis zu den Vereinigten Staaten von Großösterreich, und damit entschiedener Gegner der alldeutschen Anschlussbestrebungen an das Deutsche Reich.
Nach Ende des Zweiten Weltkriegs wurde seine kritische Schrift über den Sozialismus Die rote Dreifaltigkeit. Freiheit, Gleichheit, Brüderlichkeit. Jakobiner und Bolschewiken (1931) in der Sowjetischen Besatzungszone auf die Liste der auszusondernden Literatur gesetzt.

## Schriften
Belletristische Werke:
- Dichtersteckenpferde. imitationen, 1890.
- Die deutsche Lyrik des 19. Jahrhunderts. Eine poetische Revue, 1901.
- Exotische Falterpracht. 50 exotische Schmetterlinge in ihren Originalfarben, 1914.
- Wiener Luft, 1919. (Roman)
- Abwärts, 1920 (Roman)

Germanistische und sprachwissenschaftliche Schriften:
- Sprachsünden. Eine Blütenlese aus der modernen Deutschen Erzählungsliteratur, 1890.
- Der Sprachwart. Sprachregeln und Sprachsünden als Beiträge zur deutschen, 1894.

Historische und politische Schriften:
- England's Danger. The future of British Army Reform.
- Die Politik im Habsburgerreiche. Randglossen zur Zeitgeschichte, 1912.
- Erzherzog Franz Ferdinand, unser Thronfolger. Zum 50. Geburtstag, 1913. (zusammen mit Leopold von Chlumecky)
- Die Balkanpolitik Österreich-Ungarns seit 1866. Mit 2 Karten und einem Anhang, 2 Bde., 1913/1914.
- Der Traum vom Dreibund, 1915.
- Die Balkanpolitik Italiens, 1915.
- Irredenta-Politik Der deutsche Krieg, 1915.
- Der Traum vom Dreibund Flugschriften für Österreich-Ungarns Erwachen, 1915.
- Franz Ferdinand, der Erzherzog-Thronfolger. Ein Lebensbild, 1929.
- Die rote Dreifaltigkeit. Freiheit, Gleichheit, Brüderlichkeit, 1931.